# Lijst van encyclieken van paus Johannes Paulus II
Dit artikel bevat een lijst van de 14 encyclieken van Paus Johannes Paulus II.
|     | Titel (Latijn)           | Onderwerp                                                   | Datum             |
| --- | ------------------------ | ----------------------------------------------------------- | ----------------- |
| 1.  | Redemptor Hominis        | De betekenis van Christus als Verlosser                     | 4 maart 1979      |
| 2.  | Dives in Misericordia    | De barmhartigheid                                           | 30 november 1980  |
| 3.  | Laborem Exercens         | De arbeid                                                   | 14 september 1981 |
| 4.  | Slavorum Apostoli        | Cyrillus en Methodius, de Apostelen van de Slavische landen | 2 juni 1985       |
| 5.  | Dominum et Vivificantem  | De Heilige Geest                                            | 18 mei 1986       |
| 6.  | Redemptoris Mater        | Maria, Moeder van de Verlosser                              | 25 maart 1987     |
| 7.  | Sollicitudo Rei Socialis | Sociale ethiek                                              | 30 december 1987  |
| 8.  | Redemptoris Missio       | Missie en evangelisering                                    | 7 december 1990   |
| 9.  | Centesimus Annus         | 100 jaar na Rerum Novarum                                   | 1 mei 1991        |
| 10. | Veritatis Splendor       | Kerkelijke moraalleer                                       | 6 augustus 1993   |
| 11. | Evangelium Vitae         | De waarde en de onaantastbaarheid van het menselijk leven   | 25 maart 1995     |
| 12. | Ut Unum Sint             | De oecumene                                                 | 25 mei 1995       |
| 13. | Fides et Ratio           | De verhouding van geloof en rede                            | 14 september 1998 |
| 14. | Ecclesia de Eucharistia  | De Eucharistie                                              | 17 april 2003     |